# Économie du Nouveau-Brunswick
L’économie du Nouveau-Brunswick a longtemps été dominée par l'exploitation des ressources naturelles.

## Historique
L'économie du Nouveau-Brunswick est dominée par l'exploitation forestière depuis le début du XIXe siècle. Les services occupent désormais une place importante, plus précisément les secteurs financiers, de l'assurance et de la santé.
Les néo-brunswickois s'étant le plus distingués dans le monde des affaires sont James Hamet Dunn (1874-1956), Max Aitken (1879-?), Kenneth Colin Irving (1899-1992) ainsi que les frères Harrison McCain (1927-2004) et Wallace McCain (1930-2011).

## Féodalisme économique
L'influence de la famille Irving (propriétaire de la plus importante raffinerie du Canada, de vastes fermes et domaines forestiers, de journaux, de nombreuses scieries et papeteries, d'une flotte de bateaux et de camions, ou encore d'un réseau ferroviaire) sur le Nouveau-Brunswick est telle que la province est parfois décrite comme étant soumise à une forme de féodalisme économique. En 2016, les quelque 200 entreprises qu'elle contrôle lui confèrent un capital d'environ 10 milliards de dollars.
Les activités du groupe sont soutenues par les autorités à travers de nombreuses exonérations fiscales et le versement de subventions, notamment par le biais du Programme d'achat d’énergie renouvelable pour la grande industrie. La province a également progressivement cédé au groupe Irving la gestion du patrimoine forestier relevant du secteur public, en abaissant régulièrement les normes. En 2014, le dernier réduit la taille des zones tampons entre les forêts et les sites habitables, autorise davantage de coupes à blanc, augmente le volume de production prévu et fait passer la proportion des zones protégées de 31 % à 22 %
La famille détient la totalité des journaux anglophones de la province. Elle détient également plusieurs stations de radio et télévision locales. Pour l'universitaire Alain Deneault, « les conflits d’intérêts qui découlent de cette situation semblent caricaturaux : les médias du groupe se font essentiellement l'écho des positions de la famille Irving dans tous les champs de la vie sociale et industrielle où elle se trouve engagée. » Les informations transmises par le groupe et diffusées par la presse sont parfois questionnées (notamment en automne 2018, lors d'une explosion sur la raffinerie de Saint-Jean) mais rares sont les fonctionnaires, professeurs et députés à porter des dénonciations, les contributions financières de la famille aux universités et partis politiques lui procurant des moyens de pression.
Des biologistes, des universitaires ou encore Eilish Cleary, l'ancienne responsable de la province sur les questions de santé publique, ont indiqué avoir fait l'objet de fortes pressions (allant jusqu'au licenciement dans le cas d'Eilish Cleary) alors qu'ils analysaient l'impact des pesticides employés par le groupe et sa gestion opaque des forêts. Depuis les années 1970, tous les premiers ministre de la province ont été élus avec le soutien d'Irving. Blaine Higgs, premier ministre depuis novembre 2018, est un ancien cadre du groupe. D'après le journaliste Michel Cormier : « On pouvait peut-être remporter une élection sans l'appui tacite d'Irving, mais on pouvait difficilement aspirer au pouvoir s'il décidait de s'y opposer ouvertement.

## Infrastructures

### Transport

Carte du réseau routier du Nouveau-Brunswick.

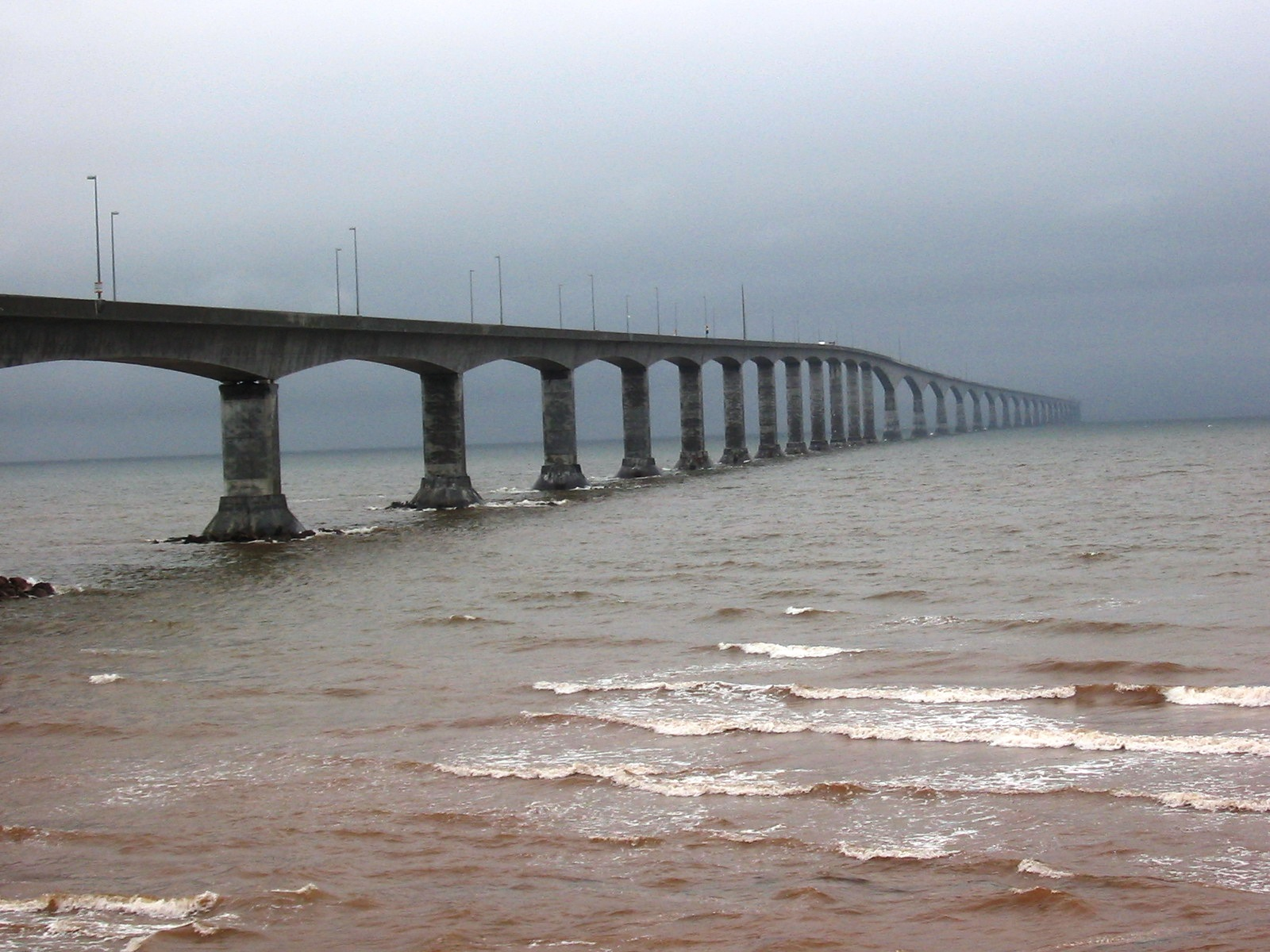
Le pont de la Confédération.

La gestion du réseau de transport est la responsabilité du ministère des Transports du Nouveau-Brunswick. Transports Canada est responsable des transports transfrontaliers, tandis que la Gendarmerie royale du Canada, la Garde côtière canadienne et Nav Canada sont les principaux organismes de compétence fédérale assurant la sécurité sur les routes, en mer et dans les airs.
Le réseau routier a une longueur totale d'environ 22 585 kilomètres en 2009, la plupart asphalté. La route transcanadienne traverse la province du nord-ouest au sud-est, desservant Edmundston, Fredericton et Moncton. Le réseau autoroutier relie toutes les régions entre elles, sauf la Péninsule acadienne, où une autoroute sera construite en 2012. Il y a près de 2 700 structures. Le pont de la Confédération, long de 12,9 km, permettant de relier le Nouveau-Brunswick à l'Île-du-Prince-Édouard.
La compagnie d'autobus interurbains Acadian Lines, filiale d'Orléans Express, dessert 36 localités.
Les villes de Moncton, Saint-Jean et Fredericton possèdent chacune un réseau de transport en commun par autobus. Bathurst avait instauré un service en 2005 avant de le retirer moins d'un an plus tard. L'ouverture d'un réseau est proposée à Bouctouche.
L'aéroport international du Grand Moncton, l'aéroport de Saint-Jean et l'aéroport international de Frédéricton offrent des liaisons directes vers plusieurs destinations canadiennes dont Halifax, Montréal, Toronto et Ottawa ainsi que vers Newark et Saint-Pierre-et-Miquelon. Les Antilles et Londres sont aussi desservis durant l'été. L'aéroport de Bathurst offre des liaisons intérieures régulières alors que ceux de Charlo, Saint-Léonard et Miramichi offrent un service restreint.

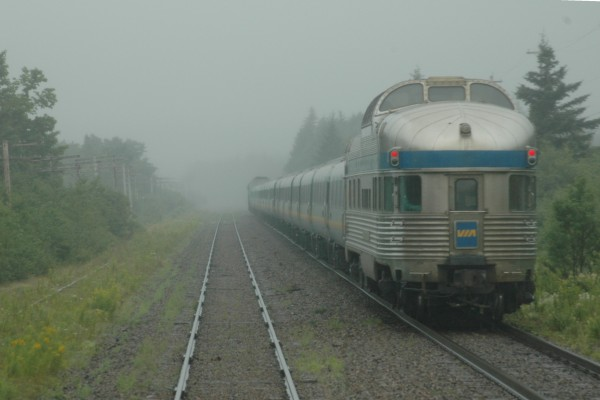
L'Océan.

La première voie ferrée, la ligne Saint-Jean–Pointe-du-Chêne du chemin de fer European & North American, fut achevée en 1857. Le chemin de fer Intercolonial, inauguré en 1872, relia toutes les provinces canadiennes à l'époque, une des conditions de la Confédération canadienne. Le réseau néo-brunswickois est désormais réduit et relativement vétuste, servant surtout au transport des marchandises. Le plus ancien train de passagers de Via Rail Canada, L'Océan, relie Montréal à Halifax via neuf gares du nord et de l'est du Nouveau-Brunswick, six fois par semaine. Ce service est utilisé par 130 000 passagers néo-brunswickois annuellement.
Il n'y a aucun réseau de tramway, de train de banlieue ou de métro. Moncton, Saint-Jean et Saint-Stephen ont toutefois déjà possédé des réseaux de tramway à traction électrique.

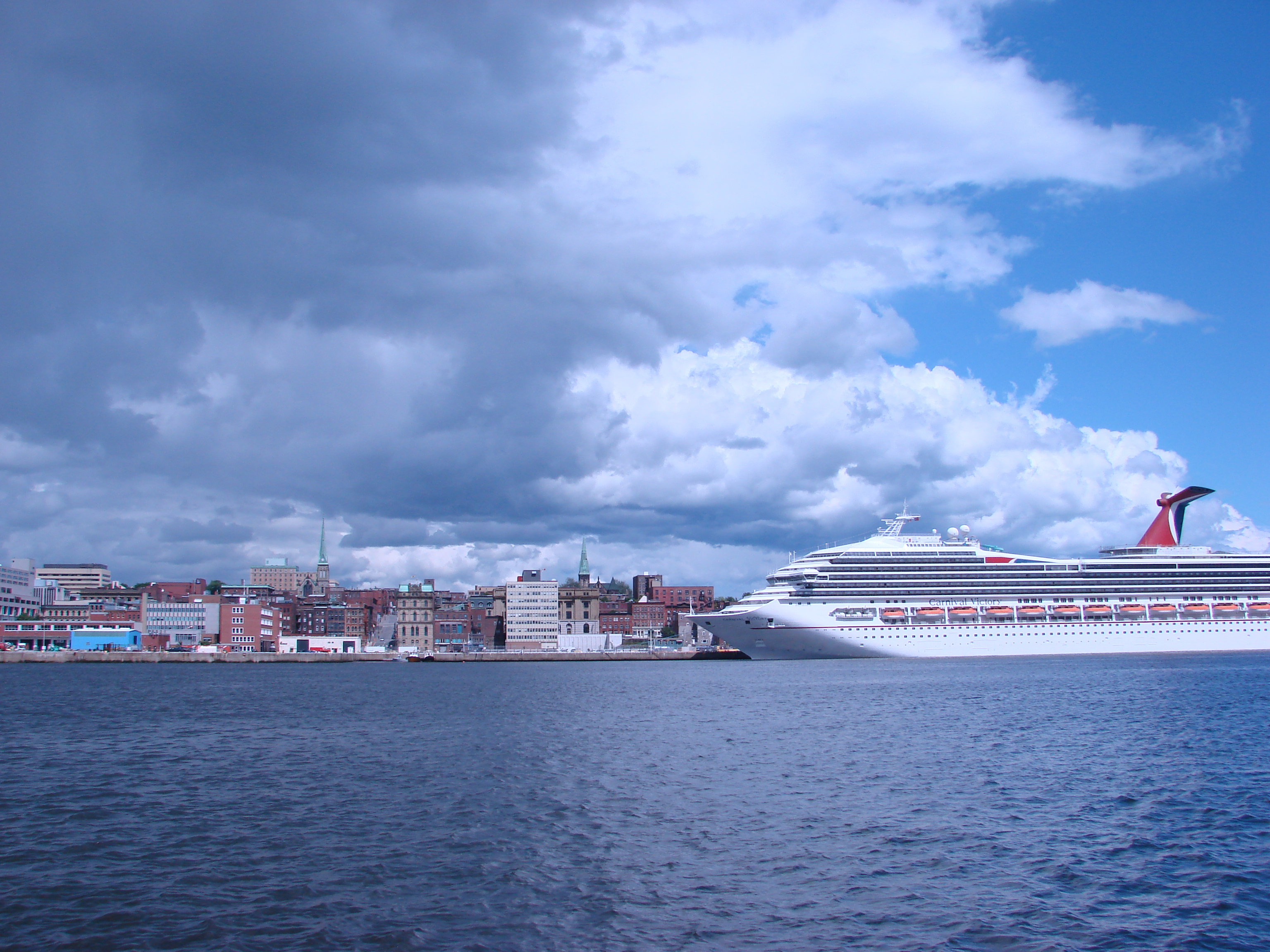
Le paquebot Carnival Victory accosté à Saint-Jean.

Le premier port du Nouveau-Brunswick et le troisième au pays est le port de Saint-Jean, où 25 millions de tonnes de marchandises ont été manutentionnées en 2008. Par ordre décroissant d'importance viennent ensuite les ports de Belledune, de Bayside, de Dalhousie et de Miramichi. Le port de Saint-Jean accueille aussi des navires de croisière. La province compte également des dizaines de ports de pêche et de plaisance.
Le gouvernement exploite douze traversiers et bacs gratuits dans le fleuve Saint-Jean ainsi qu'à l'île Deer. Coastal Transport Services dessert l'archipel de Grand Manan. Bay Feries exploite le Princess of Acadia entre Saint-Jean et Digby, en Nouvelle-Écosse.

### Énergie

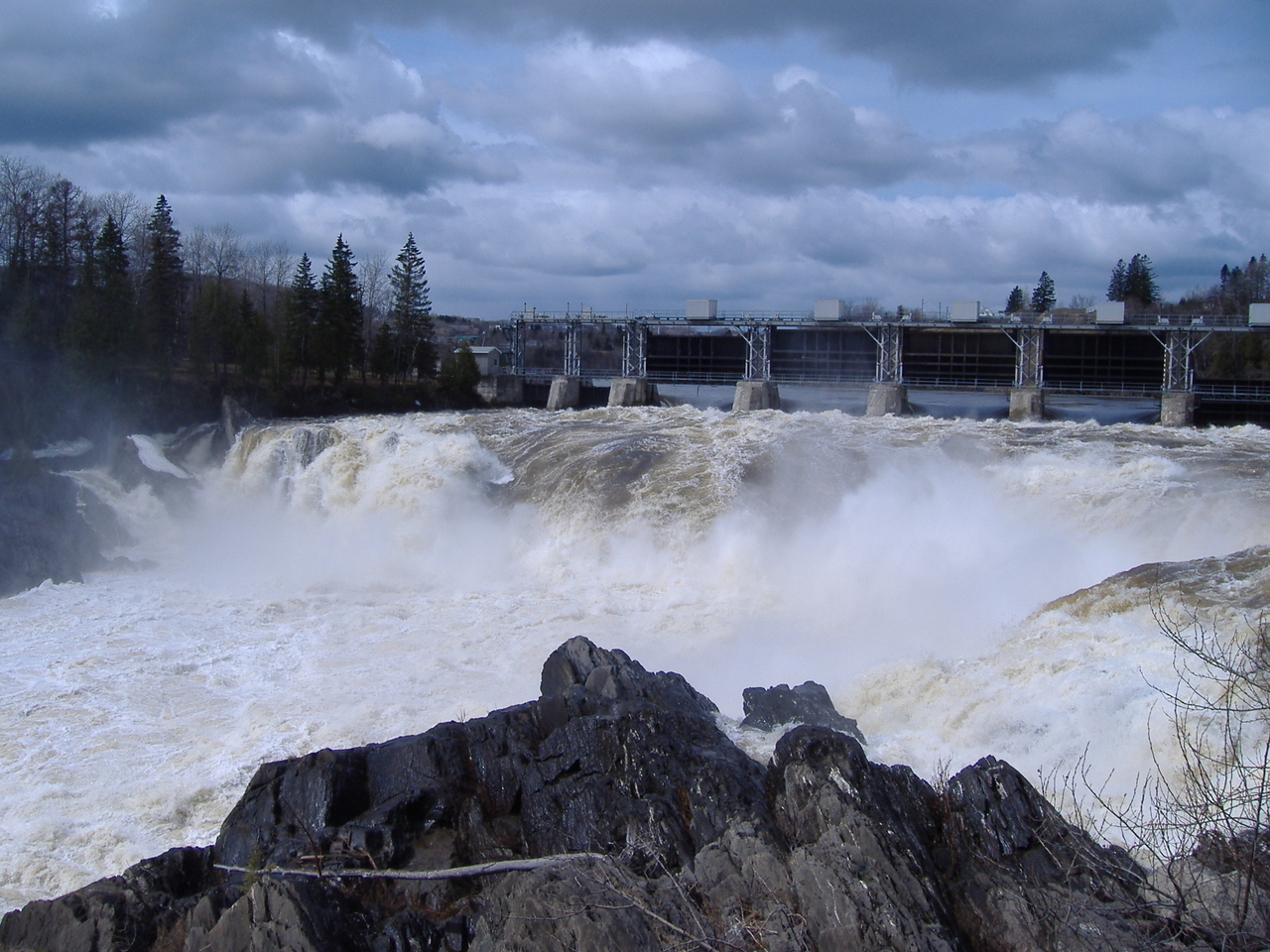
L'évacuateur de crues de la centrale hydroélectrique de Grand-Sault.

Le principal producteur et distributeur d'électricité est Énergie NB. La pétrolière Irving Oil est basée à Saint-Jean, où elle exploite la plus importante raffinerie de pétrole au pays.

### Télécommunications
En 2010, la province devient la première au pays à offrir l'internet haute-vitesse sur tout son territoire.

## Structure économique
L'industrie lourde est centrée à Saint-Jean, l'économie de Fredericton est dominée par les services gouvernementaux, les universités et l'armée. Moncton est un centre commercial, de transport et de distribution, avec d'importantes infrastructures ferroviaires et aériennes.
La plupart des institutions financières sont des succursales d'entreprises ontariennes ou québécoises. Les coopératives de crédit, les caisses populaires, dont la principale est UNI Coopération financière, basée à Caraquet, et Assomption Vie, de Moncton, sont quelques exceptions notoires.

### Agriculture

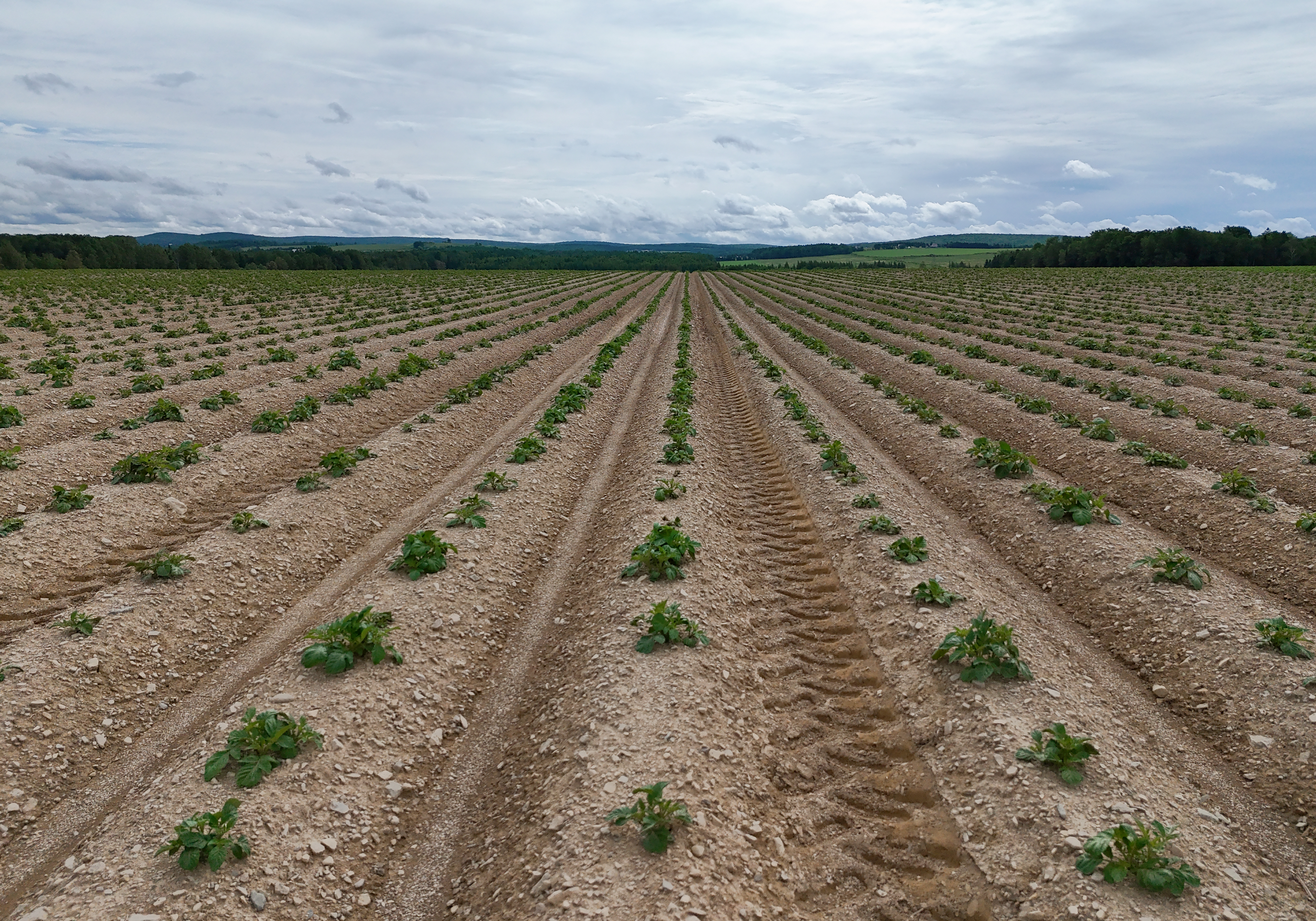
Champ de pommes de terre à Saint-Quentin

Le Nouveau-Brunswick a connu plusieurs problèmes dans le domaine de l'agriculture, comme partout au Canada, ce qui a causé une baisse de la valeur de la production et l'abandon presque systématique de l'agriculture de subsistance. Alors que la production est restée stable, le nombre de fermes est passé de près de 32 000 en 1941 à 3 000 actuellement. La superficie des terres agricoles a perdu les deux tiers des 350 000 hectares en 1941. Le nombre d'emplois agricoles est passé de 26 834 en 1951 à 6 000 de nos jours. Toutefois, durant la même période, la production est restée stable et le nombre d'emplois dans la transformation et le transport des produits agricoles a augmenté à 18 000.
Les produits laitiers et les patates (pommes de terre) représentent 45 % des revenus agricoles alors que le bœuf, la volaille et le porc comptent pour 30 %, les grandes cultures de fruits et légumes pour 7,5 %, les œufs pour 6 % et les produits de l'érable pour 2 %.
Les patates, surtout de semences, représentent la principale exportation agricole de la province, qui fournit 20 % de la production canadienne. Les patates sont surtout cultivées dans la vallée du fleuve Saint-Jean, où les comtés de Carleton et de Victoria en produisent 80 % et le comté de Madawaska, 15 %. La production laitière se concentre dans les comtés de Kings, de Westmorland et d'York.
Une douzaine d'offices regroupent les producteurs de lait, de dindon, d'œufs, de porc, de crème, de poulet, de pommes, de plantes d'aménagement extérieur ainsi que certains produits forestiers.

### Pêche

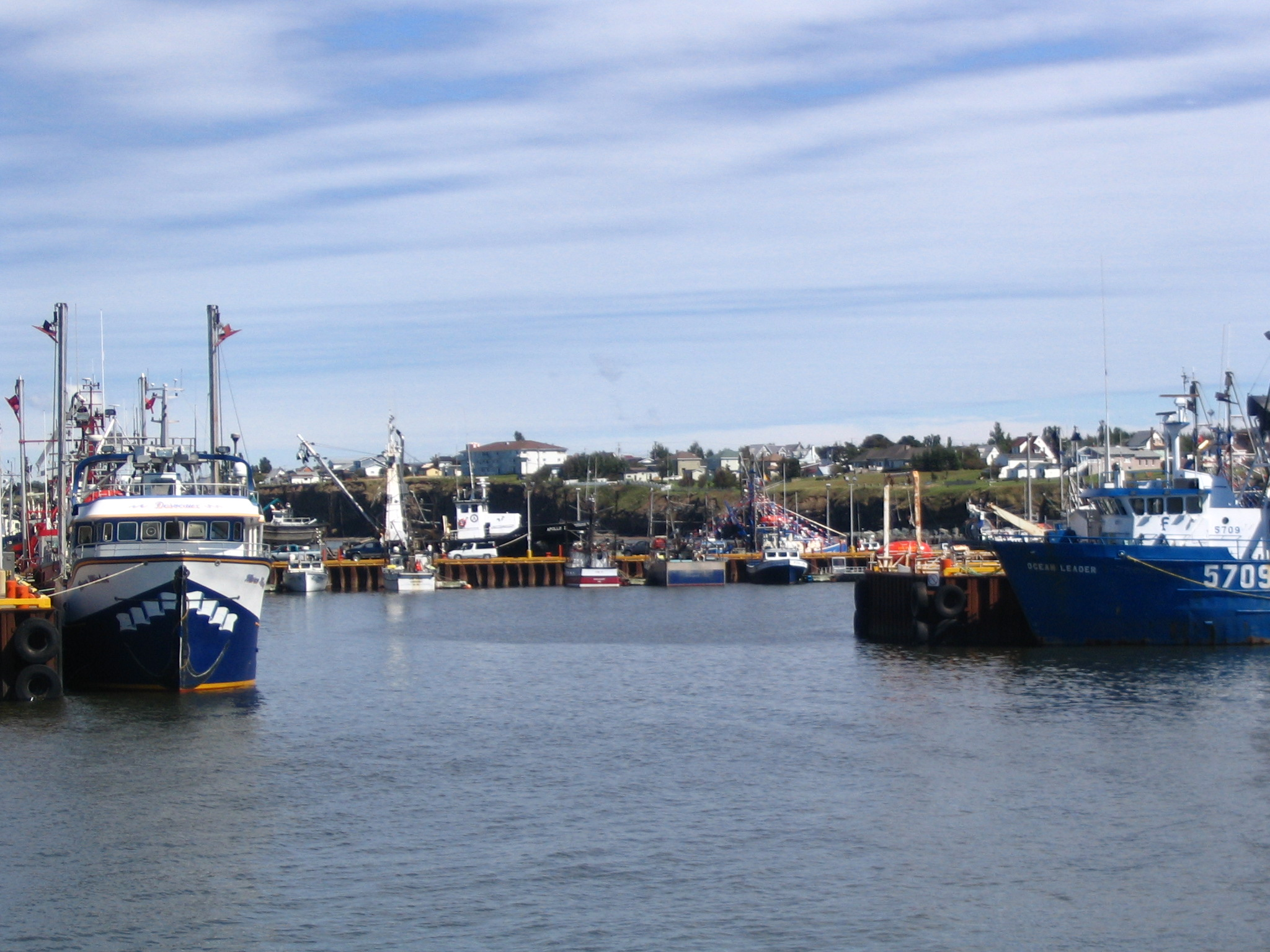
Le port de Caraquet.

La pêche, en déclin jusqu'aux années 1960, connait ensuite un second souffle grâce à la modernisation des navires et des méthodes. De plus, l'extension des limites de la zone de pêche à 370 km des côtes en 1977 profite à l'industrie. Toutefois, l'industrie souffre actuellement d'une baisse des prises et des stocks de poisson.
L'industrie des pêches néo-brunswickoise représente 20 % de celle de la côte atlantique canadienne. La moitié de la production est exportée, principalement aux États-Unis, alors que le Japon représente un marché de plus en plus important. En 1995, les prises avaient une valeur de 100 millions $ et l'industrie comptait 8 000 pêcheurs travaillant sur environ 4 000 bateaux. L'industrie de la transformation crée 10 000 emplois dans 130 usines. Les principales zones de pêche sont le golfe du Saint-Laurent, le détroit de Northumberland et la baie de Fundy. Le homard représente la majeure partie de la valeur des produits transformés, suivi du crabe, du hareng et du pétoncle. La salmoniculture du sud-ouest de la province est une industrie de 95 millions $. La truite, les huîtres et les moules sont aussi cultivées dans différentes régions.
Le Nouveau-Brunswick compte de nombreux ports de pêche, dont le plus lucratif et l'un des plus grands est le port de Shippagan, pouvant accueillir 90 bateaux. Le seul chantier naval, celui de Bas-Caraquet, a déjà été le principal chantier de réparation au Canada mais nécessite des investissements importants. L'École des pêches du Nouveau-Brunswick, à Caraquet, offre des cours collégiaux dans les différents domaines de l'industrie.
Les règles en vigueur concernant les droits de pêche sur la section de Nouveau-Brunswick ont relativement évolué depuis la loi de 1988 qui est à ce jour une des lois les plus connues dans le monde juridique canadien [réf. nécessaire].

### Industrie forestière

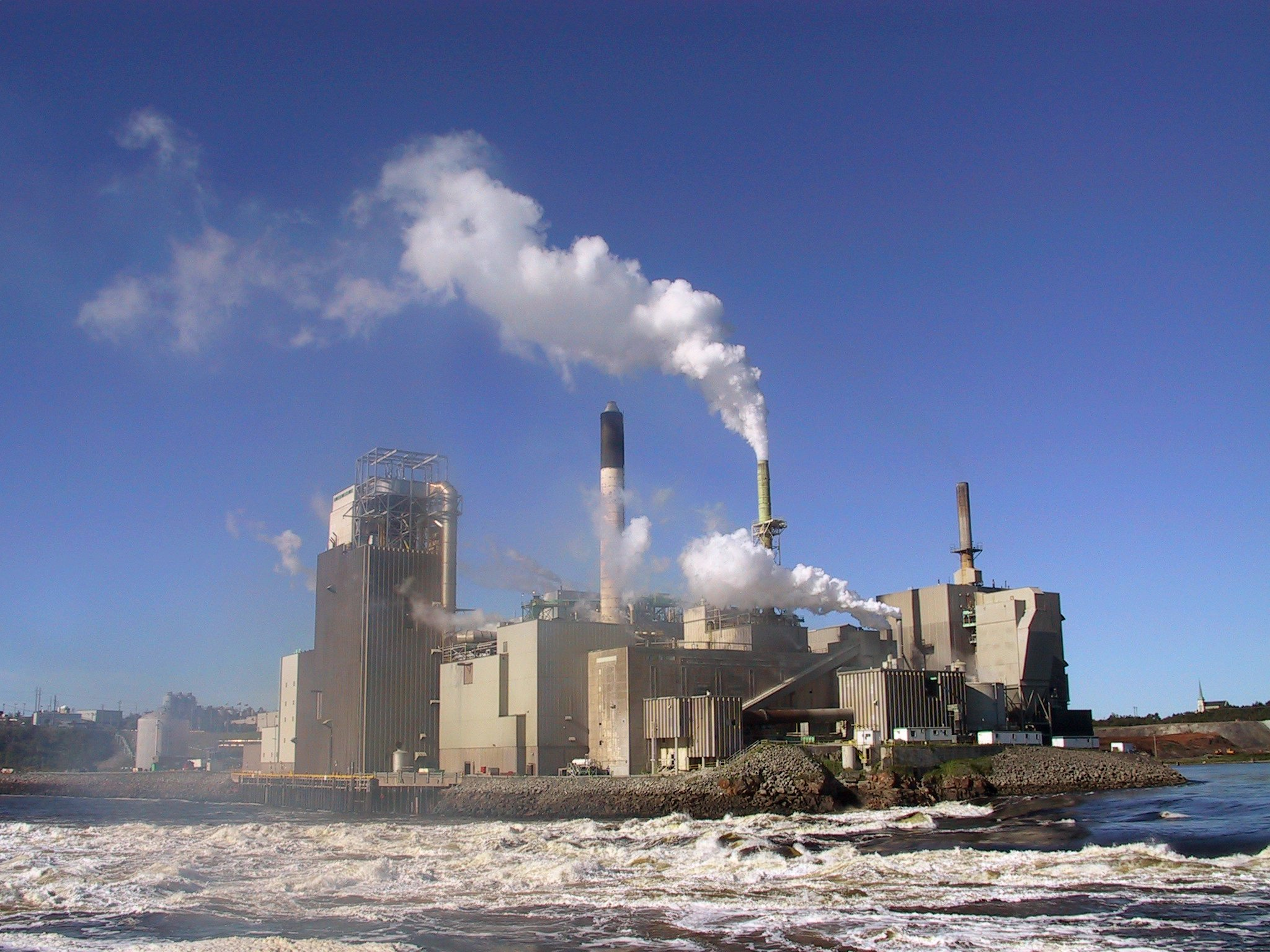
L'usine de pâte et papier J.D. Irving à Saint-Jean.

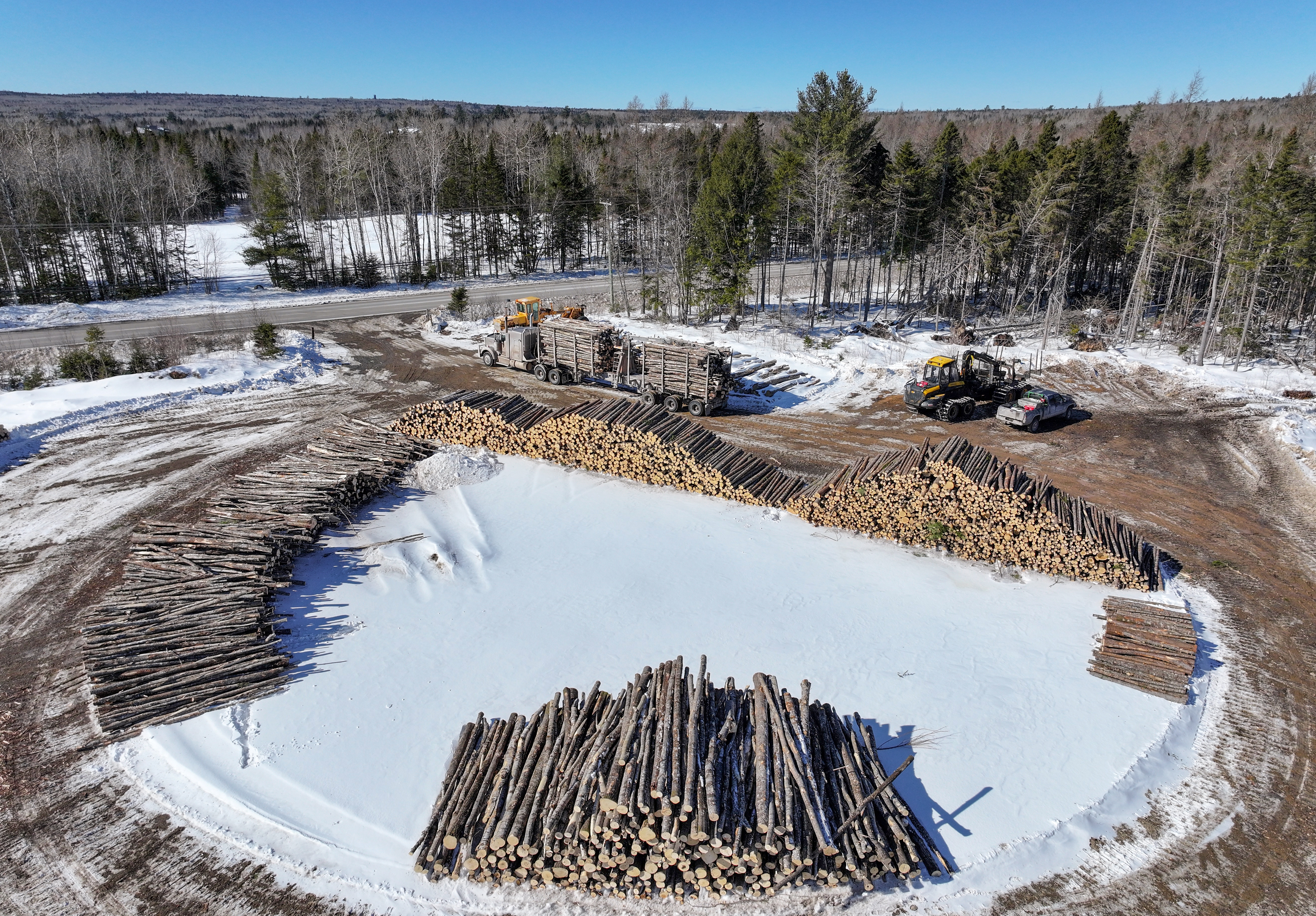
Des piles de bois à Fredericton

L'industrie forestière au Nouveau-Brunswick génère des revenus de 2,1 milliards de dollars, soit 11 % du PIB provincial. Les produits forestiers représentent 40 % de la valeur des exportations de la province. L'industrie crée environ 14 000 emplois directs et 13 000 emplois indirects. Les emplois directs à eux seuls représentent une masse salariale de 480 millions de dollars.
La province a une superficie de  7,2 millions d'hectares. 6,1 millions d'hectares sont couverts de forêt et de ce nombre, 5,9 millions d'hectares représentent un potentiel économique. Il y a deux types de terres à bois au Nouveau-Brunswick: les terres de la Couronne et les terres privées. Les terres de la couronne sont divisées en 10 zones (licences), qui sont louées à 6 grandes compagnies forestières (licenciés) et environ 50 sous-licenciés[réf. souhaitée].
Les terres de la couronne représentent 51 % des terres à bois, les terres fédérales 2 %, les terres privées des particuliers 29 % et les terres privées des compagnies forestières 18 %[réf. souhaitée].
Moins de 2 % (60 000 hectares) des terres publiques sont coupées à chaque année, et deux tiers repousseront naturellement.
La gestion des forêts de la province est particulièrement opaque. Spécialiste international de la corruption politique, Donald Bowser se dit « estomaqué de découvrir qu'il y a moins de transparence au Nouveau-Brunswick qu'au Kurdistan, au Guatemala ou en Sierra Leone, en dépit des fonds publics collossaux engagés dans l'exploitation des ressources naturelles ».
| Type de bois | Volume coupé (mètres cubes) | Volume permis (mètres cubes) |
| ------------ | --------------------------- | ---------------------------- |
| Bois mou     | 3 290 000                   | 3 494 000                    |
| Bois franc   | 1 530 000                   | 1 870 000                    |
| Total        | 4 820 000                   | 5 364 000                    |

### Industrie minière
L'industrie minière est des plus développées au Nouveau-Brunswick, sa valeur s'élevant à près de 1,5 milliard $ en 2006. L'industrie emploie 4 200 personnes. Il y a trois mines produisant du zinc, du plomb et du cuivre, une mine souterraine de potasse et de sel ainsi que 10 grandes carrières. La mine Brunswick est la plus importante mine souterraine de zinc au monde. La province produit moins de 2 % du cuivre canadien mais 25 % de l'argent, 30 % de l'antimoine, 31 % du zinc, 39 % du plomb et 91 % du bismuth. Il y a 24 exploitants de tourbières, situées pour la plupart dans la péninsule acadienne et dans la région de Baie-Sainte-Anne. Cette production représente 31 % du total canadien.
L'industrie minière a pourtant pris du temps à se développer. Les mines de charbon de Minto, exploitées depuis le XVIIe siècle, ont quand même contribué au développement de la région. L'un des premiers puits de pétrole commercial au monde a été foré à Memramcook en 1859. L'extraction du charbon a pratiquement cessé à partir des années 1960, à cause de l'adoption du développement de l'énergie hydroélectrique et du pétrole. Le premier et le deuxième choc pétrolier a relancé l'exploitation du charbon mais la découvertes des mines du nord-est de la province a rapidement dépassé cette production. La mine de charbon fermera ses portes en 2010.
Le tiers du territoire est composé de roches du Carbonifère, qui pourraient contenir du gaz naturel. L'industrie s'est développée récemment, en particulier depuis la construction d'un gazoduc reliant la Nouvelle-Écosse aux États-Unis via le sud de la province.

### Tourisme

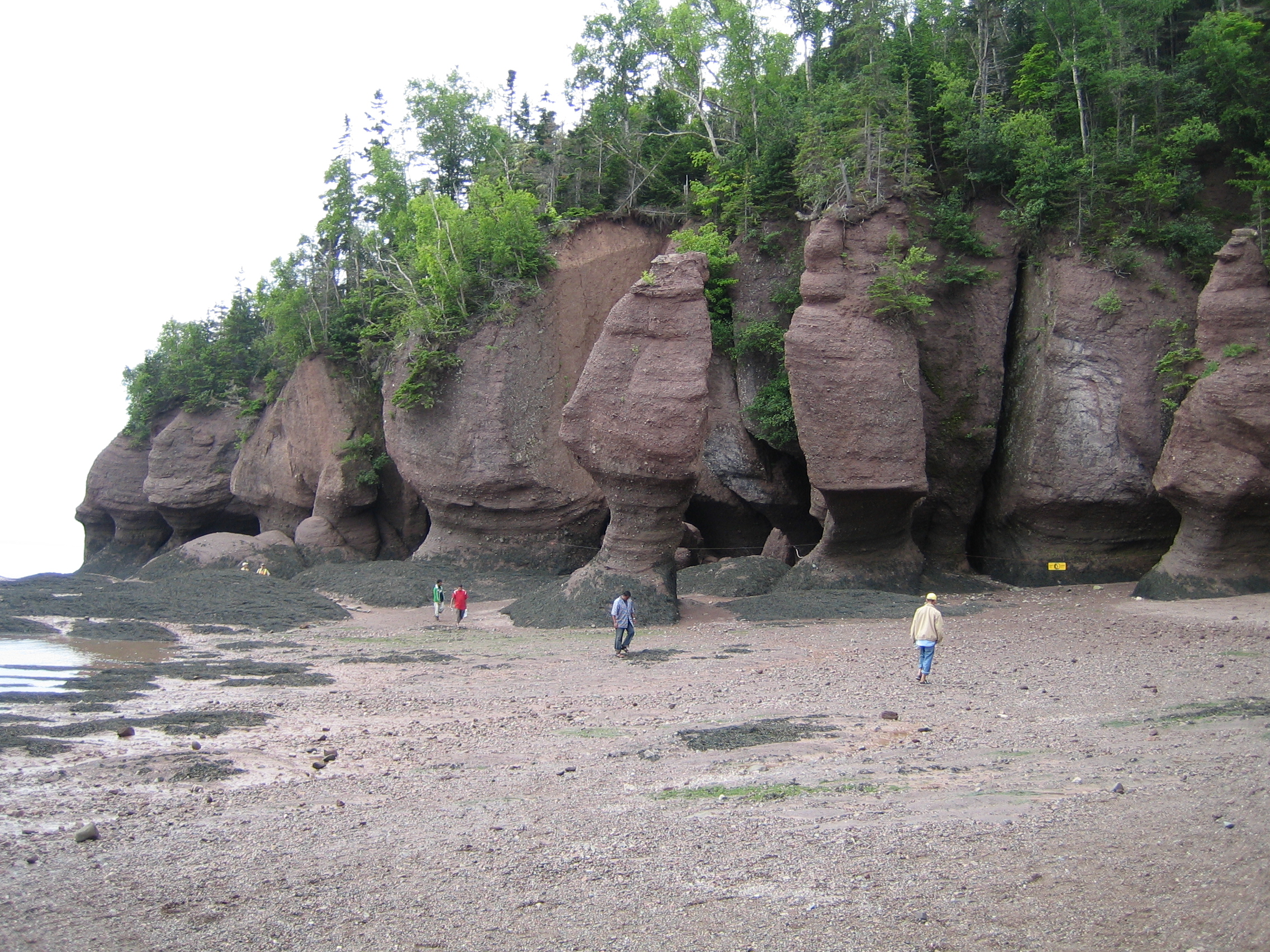
Les rochers d'Hopewell.

Le tourisme est l'un des piliers de l'économie provinciale. Le ministère du Tourisme et des Parcs en assure le développement et la promotion. Les plages d'eau chaude, les paysages, les activités de plein air et la culture acadienne sont parmi les principaux thèmes des campagnes publicitaires. Les différents sites et activités sont associés à cinq routes panoramiques, identifiées par un logo sur les panneaux routiers. En 2007, le tourisme procurait des emplois directs à l'équivalent de 23 000 travailleurs répartis dans 3440 entreprises. Cette industrie, dont les bénéfices 791 millions de dollars, accapare 3,2 % du PIB. 1,2 million de touristes visitaient annuellement la province en 1994.
Les parcs nationaux de Fundy et de Kouchibouguac et les 34 parcs provinciaux attirent à eux seuls 2,1 millions de visiteurs annuellement. Les sites les plus recommandés sont le centre d'interprétation de la nature du Cap-Jourimain, le Pays de la Sagouine, le musée du Nouveau-Brunswick, le parc national de Kouchibouguac, le parc naturel Irving, le quartier historique de la Garnison, le sentier Fundy, les rochers d'Hopewell, le Village historique acadien et le village historique de Kings Landing.

### Construction et fabrication

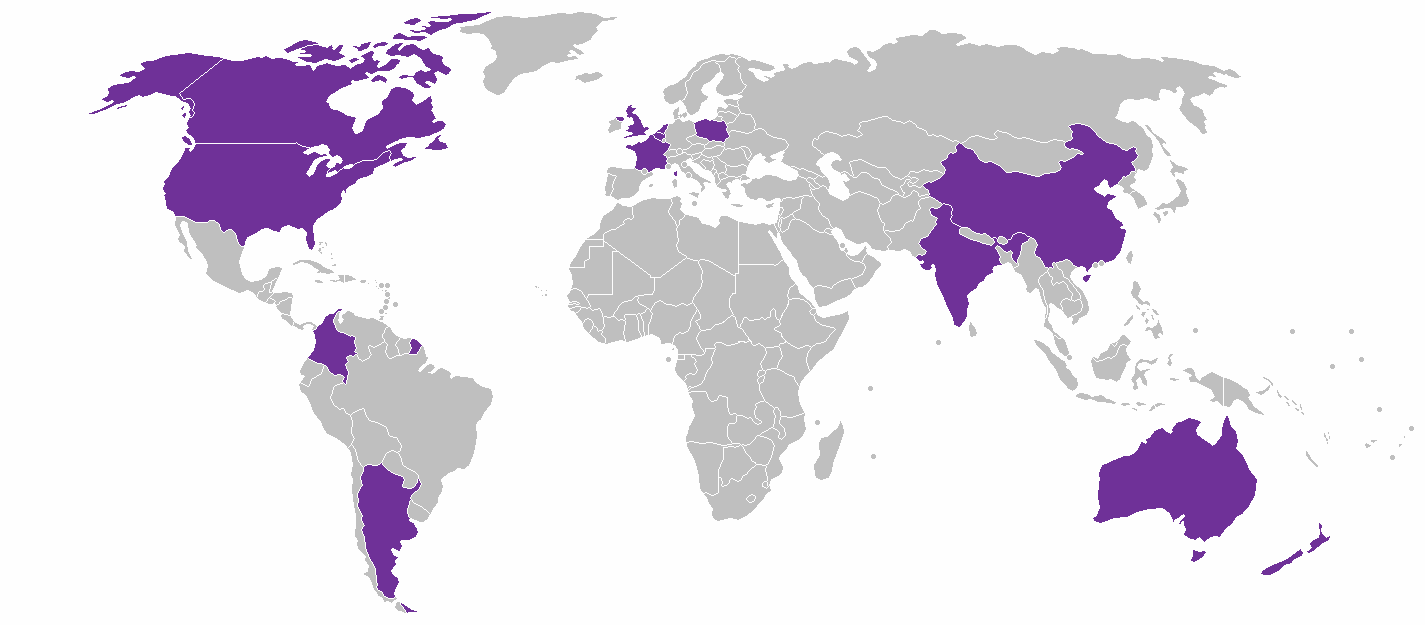
Pays dans lesquels McCain Foods possède des usines.

Environ 17 000 emplois dépendent de l'industrie de la construction. La valeur des travaux s'élevait à 845,2 millions $ en 1992. Le plus grand projet des années 1980 a été la construction de la centrale nucléaire de Point Lepreau.
Le secteur manufacturier regroupe 1 600 entreprises employant plus de 50 000 personnes. Cette industrie est surtout basée sur la transformation des ressources naturelles locales, dont le tiers est lié à l'industrie forestière. L'Industrie agroalimentaire, avec notamment McCain Foods à Florenceville-Bristol et Grand-Sault, arrive en deuxième. La Bathurst Mining & Smelting Company à Bathurst et la raffinerie d'Irving Oil à Saint-Jean ont aussi un poids important dans l'économie.